# Paectes circularis
Paectes circularis är en fjärilsart som beskrevs av Herrich-Schäffer 1854. Paectes circularis ingår i släktet Paectes och familjen nattflyn. Inga underarter finns listade i Catalogue of Life.